# 新吉本プロレス
新吉本プロレス（しんよしもとプロレス）は、吉本興業が主宰するプロレスの団体、もしくはその団体のイベント名。

## 概要
メッセンジャーあいはら、バッファロー吾郎、ケンドーコバヤシの4人が発起人となって立ち上げた団体。
レスラーから実況および解説、レフェリーまでもがすべて吉本の芸人が扮する。
団体のスタイルは“明るく、楽しく、ケガをしない”がモットーだが、危険なアドリブもじさないとの事。2006年8月18日に大阪のNGKスタジオで旗揚げ。その後年末来年には全国ツアー（福岡や東日本）も検討中。DVDも発売されている（後述）。

## 対戦カード
| 試合順         | 木村軍                                    |    | パラ軍                      |
| 第一試合       | 渋谷バナナボーイズ〔池袋ポン太&新宿邦裕〕 | VS | タンク&ルチャダテリブレ     |
| 第二試合       | 宮田てつじ&城野克弥                       | VS | 小出水直樹&たむらけんじ     |
| 第三試合       | バッファロー吾郎・木村                    | VS | しましまんず・藤井          |
| セミファイナル | なだぎ武&フロリダ・ハリケーン・ジャック   | VS | ユウキロック&有酸素運動マン |
| メインイベント | HG&竹若元博                               | VS | RG&あいはら雅一             |

- 実況:ザ・プラン9・浅越ゴエ
- 解説:ケンドーコバヤシ
- 解説:バッファロー吾郎・木村明浩
- レフェリー:ザ・プラン9・ヤナギブソン

## 軍団闘争
あいはら率いる「パラ軍」とバッファロー吾郎・木村率いる「木村軍」の間で闘争が起こっているらしい。RGがHGに対してDVDが売れまくっていることに苛立って対戦を要求。RGは「あいつの芸人生命は終わる！」や「パートナーのあいはらさんと21世紀のタイガー・ジェット・シン&上田馬之助になる。“最凶”の2人でボコボコにする」とのコメントを放った。一方HGは「やっと恨みを晴らすチャンスが来ました。（総合格闘技の）『髙田道場』に通います。つぶすことしか考えてません」との事。
あいはらは記者会見で「いずれは桂文珍師匠とシングルマッチで戦いたい。8・8文珍祭りの前に片づけてやる！」と宣言している。

## DVD
- 「新吉本プロレス」(2007年1月17日)